# Rus, Sălaj
Rus là một xã thuộc hạt Sălaj, România. Dân số thời điểm năm 2002 là 2665 người.